# Красулино (Могилёвская область)
Красу́лино (бел. Красу́ліна) — агрогородок в Горецком районе Могилёвской области Белоруссии. Входит в состав Савского сельсовета.

## Географическое положение
Находится на реке Поросица.

## Население
- 1999 год — 320 человек
- 2010 год — 265 человек